# Варасса
Варасса (*1-а пол. XIX століття до н. е.) — енсі міста-держави Ешнунна.

## Життєпис
Походження достеменно невідоме. Після запеклої боротьби захопив владу, поваливши енсі Белакума. Загалом продовжив політику попередника, підтримуючи жрецтво бога Тішпака.
В цей час відбувається послаблення влади Ісіна, чим скористався Варасса, що уклав союз з Ларсою. Відомо про захоплення ним міста Ішур та відновлення міста Тутур. Втім був повалений Ібал-пі'елем I.